# 早嶋聡史
早嶋聡史（はやしまさとし、1977年9月18日  ）は、日本の起業家、経営者。株式会社ビズ・ナビ＆カンパニー代表取締役社長、株式会社ビザイン代表取締役パートナー、一般財団法人日本M&Aアドバイザー協会理事、株式会社異修令堂取締役、Parris Dacosta Hayashima k.k. Director & co-founder、株式会社プラネット・スタジオ取締役。

## 略歴
長崎県長崎市出身。
長崎市立北陽小学校、長崎市立横尾中学校を卒業、長崎県立長崎北高等学校を卒業。
1997年4月に九州工業大学・情報工学部・機械システム工学科に進学し機械制御をハードとソフトの両面から学び、2000年3月に卒業（学士）。    
2000年4月に横河電機株式会社に新卒入社。同社の研究開発部門に配属され産業用ネットワークの研究に従事する。    
2003年にBond-BBT MBAプログラムでオーストラリアのボンド大学で修士課程を学び始め、その頃に同社の主力事業のIA事業部に異動し海外マーケティング部にて同社主要製品の海外市場におけるブランド戦略・中期経営計画策定に参画。B2Bブランディングの先駆けとして後に知られるようになったVigilanceという力強いブランドキャンペーンを実施。2005年に同社創立90周年記念イベントの海外担当プロジェクトを担う。    
2005年にオーストラリア・ボンド大学・修士課程（Master of Business Administration）修了。同年11月に横河電機株式会社を退職。    
2006年に株式会社ビズ・ナビ&カンパニーを長田周三、佐藤克典、早嶋聡史の3人で共同設立。取締役に就任。中小企業の戦略策定と実行の支援。次世代リーダー及び次期経営者の育成を行う。2012年に代表取締役に就任。売上規模数十億前後の成長意欲のある経営者と対話と通じた独自のコンサルティング手法を展開。経営者の頭と心のモヤモヤをスッキリさせ方向性を明確にすることを主な生業とする。 
2007年に株式会社ビザインを松原良太、早嶋聡史の2人で共同設立。代表取締役パートナーに就任。中小企業のM&Aアドバイザリー業務を提供。 
2010年に一般財団法人日本M&Aアドバイザー協会を設立。今後中小企業でも広くM&Aを普及させることを目的とし、事業を継承してもらいたい方と、事業を受継ぎ、継続・発展させたい方の双方が友好的に成約する環境を整備することを活動の使命としている。 
2015年11月に株式会社エクステンドの取締役に就任。同社のマーケティング全般の担当役員として業務を果たし2017年12月に退任。 
2017年に独立系高級時計ブランドであるパリス・ダコスタ・ハヤシマ（Parris DaCosta Hayashima）を設立。時計に情熱を傾ける3人（Richard Parris,　Thomas Dacosta, Satoshi Hayashima）がスイス・フルリエの時計製造技術と日本・九州の匠の技を融合して理想とするスイス時計を作り出す。 
2018年から「熊本イノベーションスクール次代舎」のメンターを務める。2022年から同スクールで「マーケティング基礎」「実践マーケティング応用」の講師を務める。 
2019年に武者修行型の異業種研修を企画運営する株式会社異修令堂を立ち上げ取締役に就任。福岡・九州の中堅企業を対象にリーダークラス、課長職クラスを対象に年に数回の武者修行研修を実施する。 
2019年から特定非営利活動法人 九州・アジア経営塾（KAIL）に関与する。同塾の主力講座である碧樹館プログラム、ヤングエグゼクティブPGMで「ジョブ理論」の講師を務める。また碧樹館プログラムの柱となるKAILプロジェクト（KPJ）のパートナーを担当する。 
2020年からくまもと県南フードバレー経営塾の講師を務める。協議会正会員の食関連の経営者・経営幹部向けに「商品開発のためのマーケティング実践」「販売促進のためのマーケティング実践」を提供する。 
2023年にプラネット・スタジオの取締役に就任。同社は陶芸アニメ「やくならマグカップも」と歯科向け診療アプリ「DentalE（デンタルイー）」がコラボレーションして製作される新作アニメ「ロクローの大ぼうけん」の製作や配信を行う。

## 関連する法人・事業会社
横河電機株式会社
株式会社ビズ・ナビ＆カンパニー
株式会社ビザイン
一般財団法人日本M&Aアドバイザー協会
株式会社エクステンド
Parris DaCosta Hayashima k.k.
熊本イノベーションスクール次代舎
特定非営利活動法人九州・アジア経営塾
くまもと県南フードバレー経営塾
株式会社プラネット・スタジオ

## 主張
- 一頭の獅子に率いられた羊の群れは、一匹の羊に率いられた獅子の群れを駆逐するように、強い営業マネジャーに率いられた並の営業パーソンの群れが、並の営業マネジャーに率いられた強い営業パーソンの群れに勝つ光景は決して珍しくない、と主張している[23]。
- アタマの中のモヤモヤを解消するために、一番簡単で一番重要なことは、自分の先のイメージ、将来のビジョンを持つこと、と主張している[8]。
- ドラッカーが残した名言は経営者や管理職などのマネジメント層のためだけのものではない。むしろ新商品・サービスの企画や開発に携わるビジネスパーソンにこそ多くの示唆を与える、と主張している[24]。
- ドラッカーが残した名言は経営者や管理職などのマネジメント層のためだけのものではない。日々のビジネスの現場で様々な問題解決や意思決定を迫られている。ドラッカーが残した言葉は全てのビジネスパーソンに多くの示唆を与える、と主張している[25]。
- M&Aは戦略を実現するためのオプションで、担当者は、その目的を達成するために、専門家を適宜活用してM&Aを進めることが必要、と主張している[26]。
- クリステンセン教授の「ジョブ理論」によって顧客の購買のメカニズムを「購買前」「最中」「購買後」に分け、それぞれ詳細に分析することで、既存ビジネスのなかから新たな事業機会を見つけ、新規事業のビジネスチャンスも見つけることができる、と主張している[27]。
- 既存事業で収益を上げている企業は、新規事業でいきなり「飛び地（関連の無い事業・多角化）」を狙っても可能性は低い。ステップとして、１）既存顧客に対して、新たな提案や視点を変えた取組を実施して実績獲得。２）その商品をこれまで提供していなかった顧客に展開（プラットフォーム）する。１）と２）を繰り返す過程で、結果的に飛び地の事業になる、と主張している[28]。ポイントは、戦略を明らかにして、経営者が新規事業にコミットし、既存事業とは別の取組として実施することだ。
- 悩みを解消するために一番簡単でありながら一番重要なことは、将来ビジョンを持つこと、と主張している[29]。ゴールのイメージがないと、今自分が何をしたらいいのかわからず、何をしても不安になってしまう。将来像がはっきりしていれば、現状とのギャップを見つけ出して、そのギャップを埋める方法を考えることができる。そして、そのギャップを埋めていくことで、ゴールに近づく。目的に向けて行動することで、自然と思考が整理される。

## 著書

### 単著
- 『ドラッカーが教える 実践マーケティング戦略』　総合法令出版　2011年
- 『頭のモヤモヤをスッキリさせる思考術』　総合法令出版　2013年
- 『実践「ジョブ理論」　ハーバード・ビジネス・スクール　クリステンセン教授　最新マーケティング理論』　総合法令出版　2018年
- 『大事なことはシンプルに考える コンサルの思考技術』　総合法令出版　2023年

### 共著
- 『できる人の実践　ロジカルシンキング』日経ビジネスアソシエ　編著（Ｐ60-P79 ）2009年

- 『売上を伸ばし続けるにはワケがある 営業マネジャーの教科書』長田周三共著　総合法令出版　2010年
- 『ドラッカーが教える 問題解決のセオリー』　長田周三共著　総合法令出版　2011年
- 『為什麼風一吹, 桶匠就大賺 : 杜拉克教你問題解決的技巧』中國生產力出版　2012年
- 『この１冊でわかる！　Ｍ＆Ａ実務のプロセスとポイント』　大原達朗、松原良太共著　中央経済社　2014年
- 『この1冊でわかる！　M&A実務のプロセスとポイント＜第2版＞』　大原達朗、松原良太共著　中央経済社　2022年

## インタビュー・記事
- みらいしんきん同友会　e-Do-YOU マーケティング思考術　連載中
- 株式会社プラネット　歯科経営マガジン　Ghoix(ジョイス)　連載中
- Business risk management　リスク時代を切り拓くビジネススキル&マネジメント情報誌　「セールス・リスクマネジメント　強い営業チームの作り方」営業マネジャーのためのマーケティング入門　2010年
- ふくおか経済　日本Ｍ＆Ａアドバイザー協会に理事で参加 　ビザインの早嶋、松原代表取締役ディレクター　2010年
- 第30回志塾　「コンサルタントが教える”結び付けて考える発想”」　2011年　EQパートナーズ
- ゴルフ場セミナー　
  - 2011年3月号 価格戦略＆五感に訴えるサービス
  - 2013年1月号 書込はゴルフ場の一部スピーディかつ真摯な対応を
  - 2014年5月号 発信しやすい環境作りと熱烈な支持者との連携力を強化する
  - 2016年11月号 ついで買いの経済学 : 物販戦略のパラダイムシフトで客単価アップを
  - 2018年2月号 背中を"そっと"ひと押し 知っておきたい行動経済学
- 月刊「ビジネスチャンス」M&Aのイメージと中小企業の人材獲得　2014年
- M&A Times 売り手の多くは譲渡価格5億以下、完全成功報酬で小規模案件に特化 / インタビュー前編/後編　2016年
- Bond-BBT MBA
  - ドラッカーの格言から学ぶマーケティング入門　2016年
    - 顧客創造のために不可欠な「マーケティング」と「イノベーション」。
    - 部分最適に陥るな！マーケティングプロセスをまず理解する。
    - 企業の成長も衰退も定義次第。

  - 修了生インタビュー　2016年
    - 【第1部】中小企業の経営者の力になりたい。
    - 【第2部】昨日の自分より成長している自分に、今日はなっていたい。
    - 【第3部】Bond-BBT MBAで得られたと思う4つのこと。
- 株式会社東レ経営研究所　経営センサー
  - 2016年9月号 No.185 国内製造業で観察される創造と破壊
  - 2017年10月号 No.196 イノベーションを起こし育成する仕組みを構築する
  - 2018年10月号 No.206 ジョブ理論概説
  - 2019年11月号 No.217 デジタルマーケティングの基本的な考え方
  - 2021年1・2月号 No.229 DX時代のマネジメントと経営手法 —マネジメント必見！ 2025 年の崖を克服するための 5 つの視点とは？—
- 幻冬舎GOLD ONLINE　会社の売買を成功に導く「M&Aアドバイザー」との付き合い方　第5回　2018年　幻冬舎
- 幻冬舎GOLD ONLINE　会社の売買を成功に導く「M&Aアドバイザー」との付き合い方　第6回　2018年　幻冬舎
- 幻冬舎GOLD ONLINE　会社の売買を成功に導く「M&Aアドバイザー」との付き合い方　第7回　2018年　幻冬舎
- Exective Interview Media No.0182　売り手の多くは譲渡価格5億円以下、完全成功報酬で小規模案件に特化　2018年　LEADERS FILE
- Watch Media Online パリス・ダコスタ・ハヤシマ（紺碧） 2018年
- 熊本イノベーションスクール次代舎　プレ・セッション開催　2019年　熊本学園大学付属産業経営研究所
- パーソルラーニング　経営参謀クラウド　新たなイノベーションを生み出す！「ジョブ理論」活用法　2020年　パーソルラーニング
- 公益財団法人新産業創造研究機構（NIROリモート勉強会）　「失敗や他社・他業界から学ぶ新規事業の進め方」第8回NIROリモート勉強会　2023年2月
- ZUU Online　「コンサルの思考技術」2023年9月「個人でも組織でも共通する、不安の原因となるたった1つのものとは？」
- ZUU Online　「コンサルの思考技術」2023年9月「速い思考と遅い思考、それぞれの違いは？」
- ZUU Online　「コンサルの思考技術」2023年9月「原理原則の理解と、それを使っていかに考え抜くかが重要」
- ZUU Online　「コンサルの思考技術」2023年9月「「～したい」と「～をする」では大きく違う。目標を達成する確率が高くなるのは？」
- ZUU Online　「コンサルの思考技術」2023年9月「失敗の原因となる5つのもの」
- ZUU Online　「コンサルの思考技術」2023年9月「成果を出すためには、必ず一歩を踏み出さなければいけない」
- ZUU Online　「コンサルの思考技術」2023年9月「仕事をするときにやめるべき「3M」」
- ZUU Online　「コンサルの思考技術」2023年9月「気が乗らないときに気持ちを切り替える5つの方法」